# Kanorado
Kanorado est une municipalité américaine située dans le comté de Sherman au Kansas.
Lors du recensement de 2010, sa population est de 153 habitants. La municipalité s'étend alors sur une superficie de 0,26 mille carré (0,67 km2). Elle est considérée comme la ville la plus élevée du Kansas à 1 192 mètres d'altitude.
La localité est fondée en 1888 lors de l'arrivée du chemin de fer, le Chicago, Rock Island and Pacific Railroad. D'abord appelée Lamborn, elle est renommée Kanorado en 1903 en raison de sa situation à la frontière entre le Kansas et le Colorado. Kanorado connaît son apogée à la veille de la Grande Dépression, comptant jusqu'à 500 habitants.